# Neoconfucionismo
O neoconfucionismo (chinês tradicional: 宋明理學, chinês simplificado: 宋明理学, pinyin: Song-Ming Lǐxué por vezes abreviado 理學) é uma filosofia ética e metafísica chinesa influenciada por Confúcio, que foi primeiramente desenvolvida durante a Dinastia Song e Ming, mas que pode ser referenciada até Han Yu e Li Ao (772-841) na Dinastia Tang.
O neoconfucionismo foi uma tentativa para criar uma forma mais racionalista e secular de confucionismo, rejeitando elementos místicos e supersticiosos do budismo e taoismo, que influenciou o confucionismo durante e depois da Dinastia Han.
Apesar de os neoconfucionistas serem críticos da taoismo e budismo, estes dois sistemas tiveram uma influência na sua filosofia, emprestando conceitos e termos. No entanto, ao contrário dos budismo e taoismo, que viam a metafísica como catalisador do desenvolvimento espiritual, esclarecimento religioso e imortalidade, o neoconfucionismo usavam a metafísica como guia para desenvolver uma filosofia ética racionalista.

## Origens

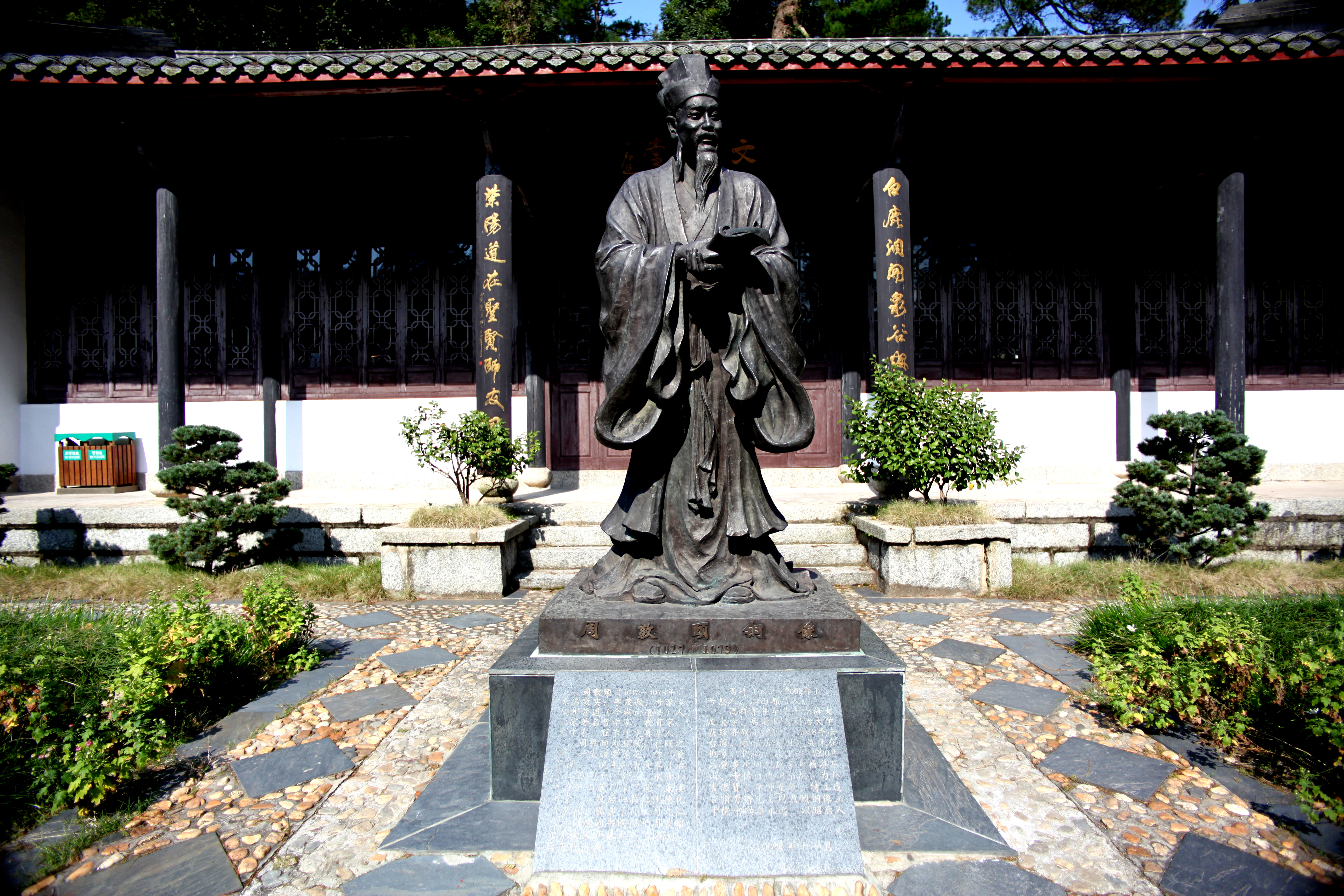
Estátua de bronze de Zhou Dunyi (周敦颐) na White Deer Grotto Academy (白鹿洞書院)

O Neoconfucionismo tem suas origens na Dinastia Tang; os estudiosos confucionistas Han Yu e Li Ao são vistos como antepassados dos neoconfucionistas da Dinastia Song. Sendo o filósofo da Dinastia Song, Zhou Dunyi, visto como o primeiro verdadeiro "pioneiro" do Neoconfucionismo, ao usar a metafísica taoistas como quadro para a sua filosofia ética. O neoconfucionismo desenvolveu-se tanto como um renascimento das ideias confucionistas tradicionais, e como uma reação às ideias religiosas do budismo e do taoismo. Embora os Neoconfucionistas denunciem a metafísica budista, o neoconfucionismo utilizou terminologias e conceitos taoísta e budista.
Um dos mais importantes expoentes do Neoconfucionismo foi Zhu Xi (1130-1200). Ele foi um escritor bastante prolífico, mantendo e defendendo suas crenças confucionistas de harmonia social e de conduta pessoal adequada. Um de seus escritos mais lembrado é o livro Family Rituals, onde fornece detalhados conselhos sobre como realizar casamentos, funerais, cerimônias familiares, e a veneração dos antepassados. Ele é conhecido por ter escrito muitos ensaios que tentam explicar como suas ideias não eram budistas ou taoistas, incluindo inclusive algumas denúncias do budismo e do taoismo.
Depois de Zhu Xi, Wang Yangming (1472-1529) é geralmente considerado como o pensador neoconfucionista mais importante. A interpretação de Wang do confucionismo negou o dualismo racionalista da filosofia ortodoxa de Zhu.
Havia muitas visões conflitantes no seio da comunidade neoconfucionista, e por conseguinte, emergiu um sistema que se assemelhava tanto ao pensamento budista como taoista da época e de algumas das ideias expressas no I Ching (Livro das Mutações), bem como outras teorias yin-yang associadas à filosofia Taiji e ao símbolo Taijitu. Um tema neoconfucionista igualmente reconhecido são as pinturas de Confúcio, Buda, e Lao Tzu todos bebendo do mesmo frasco de vinagre, pintura esta associada ao lema "Os três ensinamentos são um!"
Enquanto que o neoconfucionismo incorporou ideias budistas e taoistas, muitos neoconfucionistas opõem-se fortemente às religiões budistas e taoistas. Um dos ensaios mais famosos de Han Yu condena a adoração de relíquias budistas. Na China, o  neoconfucionismo foi um credo oficialmente reconhecido, a partir de seu desenvolvimento durante a dinastia Song, até o início do século XX, e os países na esfera chinesa, como o Vietnã e Japão, foram todos profundamente influenciados pelo neoconfucionismo por mais de quinhentos anos.

## Filosofia
O neoconfucionismo é uma filosofia social e ética desenvolvida na China a partir do século XI, que incorpora elementos metafísicos, alguns deles herdados do taoismo, como base estrutural de seu pensamento. Trata-se de uma filosofia de caráter humanista e racionalista, que parte da premissa de que o universo pode ser compreendido por meio da razão, e que cabe ao ser humano estabelecer uma relação harmoniosa entre o cosmos e o indivíduo.
O racionalismo neoconfucionista contrasta com o misticismo do então dominante budismo Chan (ou Zen, no Japão). Ao contrário dos budistas, os pensadores neoconfucionistas sustentavam que a realidade existia de forma objetiva e poderia ser compreendida pelos seres humanos, mesmo que diferentes escolas dentro do neoconfucionismo apresentassem interpretações variadas dessa realidade.
A centralidade do conceito de li (理), geralmente traduzido como "princípio" ou "razão", conferiu ao movimento seu nome original em chinês: Estudo do Li (理學, Lixue).
Na perspectiva neoconfucionista, a forma autêntica do confucionismo havia se perdido após os ensinamentos de Mêncio, uma vez que os confucionistas posteriores teriam se concentrado excessivamente nos veículos do conhecimento – como os textos canônicos e a literatura – em detrimento dos valores universais que todos deveriam cultivar. Esses pensadores argumentavam que tal ênfase nos instrumentos do saber e na correta administração estatal negligenciava o "aprendizado correto" (正學, zhengxue), visto como fundamento da ordem moral.
Diferentemente das tradições anteriores que priorizavam a instrução moral a partir das autoridades governamentais, os neoconfucionistas valorizavam a formação ética por parte dos letrados (士, shi) atuando fora da estrutura estatal. Do ponto de vista político, o neoconfucionismo opunha-se à excessiva centralização do poder na corte imperial e defendia maior autonomia local, com a criação de instituições comunitárias voltadas à melhoria social. Essas organizações voluntárias, formadas por letrados locais, priorizavam a educação e a assistência social, em contraste com o alinhamento ao serviço governamental. O crescente número de letrados que, embora sem cargos oficiais, se viam como iguais aos funcionários do governo e agiam coletivamente de forma autônoma, contribuiu para limitar o poder das autoridades locais.

## Escolas
Embora o neoconfucionismo tenha se consolidado como uma das principais tradições filosóficas da China imperial, trata-se de um movimento heterogêneo, e sua categorização costuma variar conforme o critério adotado. A classificação mais comum, especialmente a partir do século XVI, divide o pensamento neoconfucionista em duas grandes escolas: a escola Cheng–Zhu, que permaneceu dominante ao longo da dinastia Song e da era moderna inicial, e a escola Lu–Wang, de caráter mais introspectivo e contestador da ortodoxia vigente.

### Escola Cheng-Zhu
A formulação do neoconfucionismo elaborada por Zhu Xi representou uma síntese abrangente da tradição confucionista com elementos adaptados das filosofias budista e taoísta. Zhu Xi afirmava que o Tao — o princípio supremo do Céu — se manifesta no li (“princípio”) e é sempre incorporado pela matéria, o qi. Essa distinção entre li e qi lembra os sistemas budistas contemporâneos, que separavam os fenômenos em “princípio” e “função”. Para Zhu Xi, o li é puro e universal, enquanto o qi, ao revestir o princípio, dá origem às emoções, aos desejos e aos conflitos morais. Seguindo Mêncio, os neoconfucionistas sustentavam que a natureza humana é originalmente boa, mas precisa ser cultivada e aperfeiçoada. A tarefa ética fundamental, portanto, é purificar a manifestação do li por meio da disciplina moral e da reflexão.
Ao contrário do budismo e do taoismo, a escola Cheng–Zhu rejeitava a possibilidade de um mundo espiritual separado da realidade material, bem como os conceitos de reencarnação e carma. Zhu Xi defendia a prática de gewu (“investigação das coisas”), um estudo sistemático e empírico da realidade como caminho para compreender o li presente em todos os fenômenos.

### Escola Lu–Wang

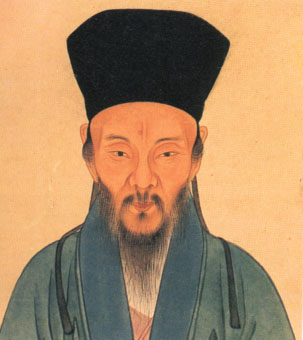
Wang Shouren

A escola Lu–Wang, associada a Wang Yangming (também conhecido como Wang Shouren) e ao seu predecessor Lu Jiuyuan, propôs uma abordagem mais introspectiva para a realização moral. Partindo da noção de que o li está em todas as coisas e também no coração-mente (xin) de cada pessoa, Wang concluiu que a verdade moral deve ser buscada sobretudo no interior de si mesmo.
Seu método de cultivo interior era o jingzuo, prática contemplativa semelhante à meditação Chan (equivalente ao zazen no Japão). Wang desenvolveu a doutrina do conhecimento inato (liangzhi), segundo a qual todos possuem, desde o nascimento, a capacidade intuitiva de distinguir entre bem e mal. Esse conhecimento é imediato e não depende da razão discursiva.
As ideias de Wang Yangming influenciaram significativamente o pensamento japonês, dando origem à escola Ōyōmei-gaku. Filósofos como Motoori Norinaga reinterpretaram essa intuição moral à luz do xintoísmo, e alguns samurais das últimas décadas do xogunato Tokugawa adotaram esses princípios como fundamento ético para ações políticas que culminariam na Restauração Meiji.

### Modelo de duas escolas vs. modelo de três escolas
Durante a dinastia Song, a escola Cheng–Zhu consolidou-se como a vertente ortodoxa do neoconfucionismo, e pensadores como Lu Jiuyuan foram por muito tempo classificados como heterodoxos. Essa hierarquia filosófica foi questionada no século XV, quando Wang Yangming não apenas retomou os ensinamentos de Lu, mas também criticou aspectos fundamentais da escola dominante, embora sem rejeitá-la por completo. Após sua morte, o pensador Chen Jian agrupou Wang e Lu sob uma mesma linhagem e estabeleceu formalmente a divisão do neoconfucionismo em duas escolas rivais.
Contudo, essa divisão bipartida foi desafiada por autores posteriores. O filósofo neoconfucionista moderno Mou Zongsan propôs um modelo alternativo, que reconhece a existência de uma terceira escola, denominada escola Hu–Liu. Essa linhagem tem como principais representantes Hu Hong e Liu Zongzhou, e seria, segundo Mou, a herdeira direta dos pioneiros do neoconfucionismo: Zhou Dunyi, Zhang Zai e Cheng Hao. Para Mou, a verdadeira corrente principal do neoconfucionismo estaria não na escola Cheng–Zhu, mas na junção entre a escola Hu–Liu e a escola Lu–Wang, que teriam retomado com mais fidelidade os ensinamentos de Confúcio, Mengzi, a Doutrina do Meio e os comentários ao Livro das Mutações. Em sua visão, a escola Cheng–Zhu representaria uma linha secundária, com ênfase excessiva no Grande Conhecimento (Daxue) e em métodos intelectuais, em detrimento do cultivo interior da sabedoria moral.

## Na Coreia

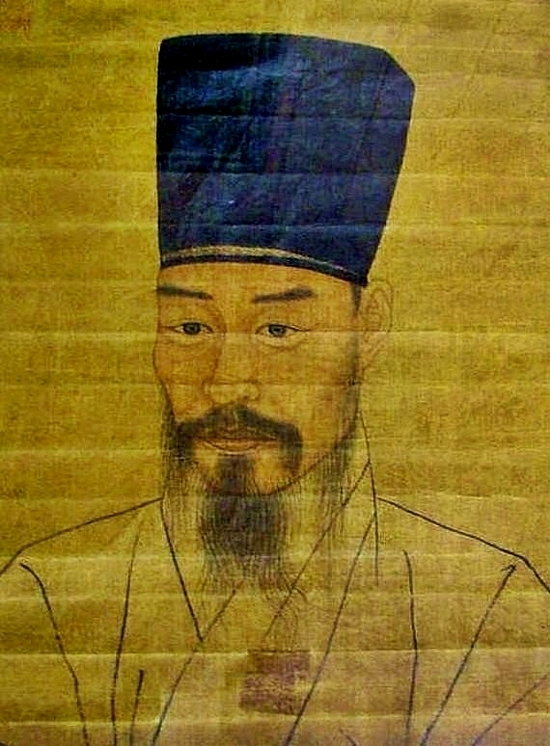
Retrato de Jo Gwang-jo

Durante a dinastia Joseon (1392–1897), o neoconfucionismo foi estabelecido como ideologia de Estado, moldando profundamente a organização política, social e educacional da Coreia. A introdução das ideias de Zhu Xi na Península Coreana ocorreu durante o período de dominação da região pela dinastia Yuan da China. 
O pensamento neoconfucionista foi introduzido na Coreia pelo estudioso An Hyang durante os anos finais da dinastia Goryeo (918–1392). Nessa época, a Coreia estava sob forte influência política e cultural da dinastia Mongol Yuan, que exercia suserania sobre a corte real coreana.
Diversos estudiosos coreanos viajaram para a China durante o período Yuan, e An Hyang foi um deles. Em 1286, ao ler uma obra de Zhu Xi em Pequim, ficou profundamente impactado e transcreveu o texto na íntegra, levando-o de volta à Coreia. Seu entusiasmo influenciou uma nova geração de intelectuais coreanos, especialmente entre membros da classe média letrada que se mostravam desiludidos com os excessos do budismo institucionalizado e com a corrupção da nobreza tradicional.
Esses novos intelectuais neoconfucionistas passaram a formar grupos, com o objetivo de reformar ou mesmo substituir a dinastia Goryeo, cada vez mais vista como decadente e excessivamente influenciada por potências estrangeiras.

## Exames burocráticos
O neoconfucionismo tornou-se a interpretação dominante do confucionismo exigida para aprovação nos exames burocráticos da dinastia Ming, permanecendo como tal durante a dinastia Qing, até a abolição do sistema de exames imperiais em 1905. No entanto, muitos acadêmicos, como Benjamin Elman, questionaram até que ponto seu papel como interpretação ortodoxa nos exames refletia o grau em que tanto os burocratas quanto a nobreza letrada chinesa realmente acreditavam nessas interpretações. Apontaram ainda a existência de escolas bastante ativas, como a Aprendizagem Han, que ofereciam interpretações concorrentes do confucionismo.
Duas escolas rivais do neoconfucionismo ganharam destaque nesse período: a chamada Aprendizagem Han e a Escola Evidencial. Ambas criticavam o neoconfucionismo por ter contaminado os ensinamentos confucionistas com elementos do pensamento budista e por priorizar especulações filosóficas desconectadas da realidade.
Após a queda de Goryeo e o estabelecimento da dinastia Joseon por Yi Song-gye em 1392, o neoconfucionismo foi adotado como ideologia de Estado. O budismo e a religião organizada, de modo geral, passaram a ser considerados prejudiciais à ordem neoconfucionista e, por isso, foram restringidos e ocasionalmente perseguidos. Como o neoconfucionismo incentivava a educação, uma série de escolas neoconfucionistas — como os Seowon (서원) e hyanggyo (향교) — foram fundadas em todo o país, formando diversos estudiosos, entre eles Jo Gwang-jo (조광조, 趙光祖; 1482–1520), Yi Hwang (이황, 李滉; pseudônimo Toegye 퇴계, 退溪; 1501–1570) e Yi I (이이, 李珥; 1536–1584).
No início do século XVI, Jo Gwang-jo tentou transformar Joseon em uma sociedade neoconfucionista ideal por meio de uma série de reformas radicais, até ser executado em 1520. Apesar disso, o neoconfucionismo assumiu um papel ainda mais central na dinastia Joseon. Logo, estudiosos passaram a desenvolver novas teorias neoconfucionistas, indo além da simples leitura e memorização dos preceitos chineses originais. Yi Hwang e Yi I foram os mais proeminentes desses novos teóricos.
Os discípulos mais proeminentes de Yi Hwang foram Kim Seong-il (金誠一, 1538–1593), Yu Sŏngnyong (1542–1607) e Jeong Gu (한강 정구, 寒岡 鄭逑, 1543–1620), conhecidos como os "três heróis". Eles foram seguidos por uma segunda geração de estudiosos, como Jang Hyungwang (張顯光, 1554–1637) e Jang Heunghyo (敬堂 張興孝, 1564–1633), e por uma terceira geração — incluindo Heo Mok, Yun Hyu, Yun Seon-do e Song Si-yeol — que levou a escola ao século XVIII.
No entanto, o neoconfucionismo tornou-se dogmático de forma relativamente rápida, o que impediu mudanças socioeconômicas necessárias e gerou divisões internas, além de críticas a novas teorias, mesmo quando populares. Por exemplo, as ideias de Wang Yangming, que tiveram ampla aceitação durante a dinastia Ming na China, foram consideradas heréticas e severamente condenadas pelos neoconfucionistas coreanos. Além disso, qualquer anotação sobre o cânone confucionista que divergisse das interpretações de Zhu Xi era excluída. Sob Joseon, a nova classe dominante, chamada de Sarim (사림, 士林), também se dividiu em facções políticas conforme as diferentes interpretações neoconfucionistas sobre política. Havia duas grandes facções e diversas subfacções.
Durante as invasões japonesas da Coreia (1592–1598), muitos livros e estudiosos neoconfucionistas coreanos foram levados para o Japão, influenciando estudiosos como Fujiwara Seika e contribuindo para o desenvolvimento do neoconfucionismo japonês.

## No Vietnã

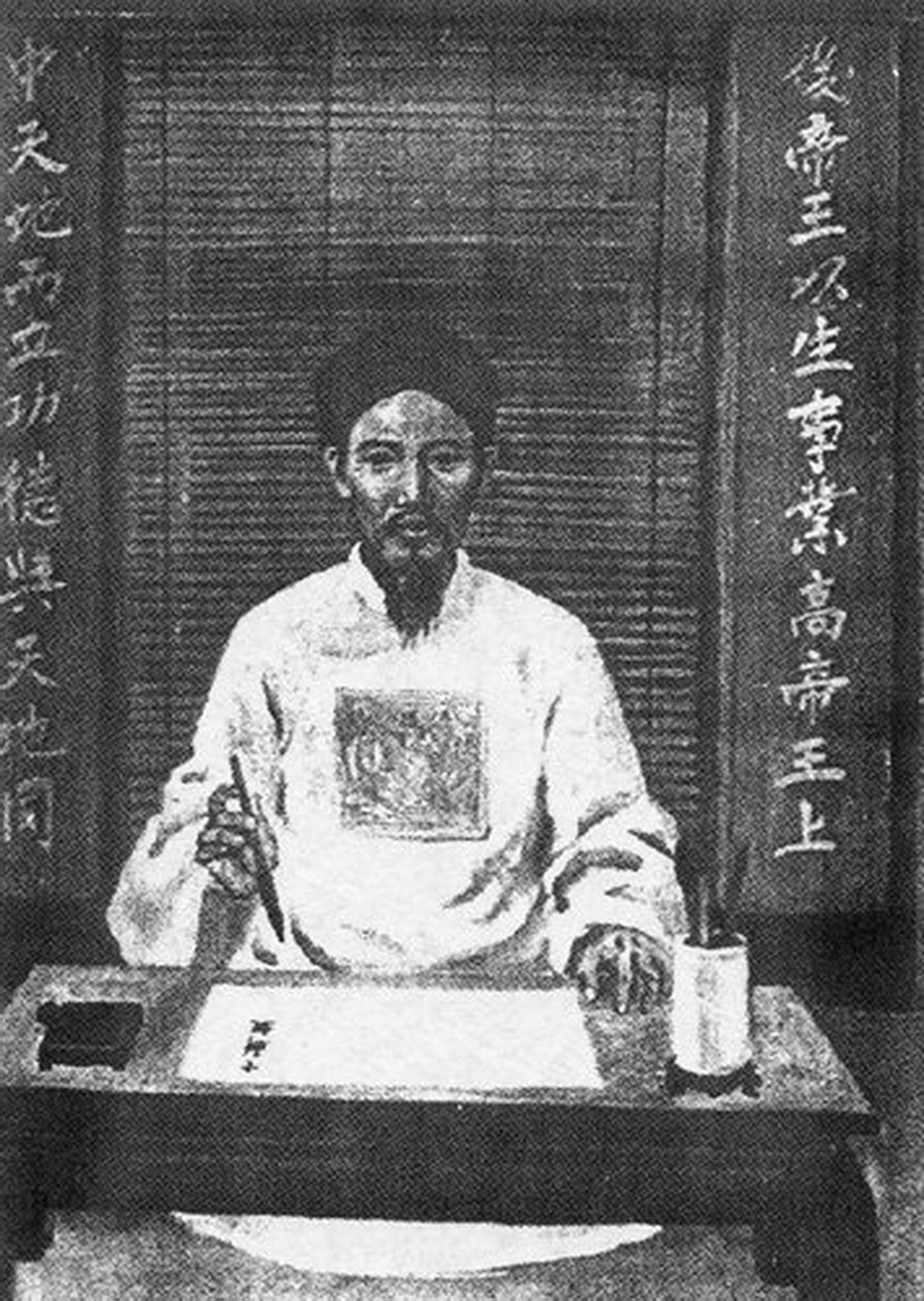
Retrato de Chu Văn An (1292–1370), proeminente professor confucionista vietnamita do século XIV

Em 1070, o imperador Lý Thánh Tông, da dinastia Lý, fundou o Templo da Literatura (Văn Miếu) em Hanói, considerado a primeira instituição de ensino dedicada ao Confucionismo no Vietnã. Durante os períodos seguintes, especialmente sob a dinastia Trần, a influência confucionista foi ampliada por meio da introdução de exames anuais baseados no modelo chinês, voltados à formação da burocracia imperial vietnamita. Esse sistema seguiu o padrão estabelecido pela dinastia Tang na China, mantendo-se em vigor até a invasão da dinastia Ming, em 1407.
Posteriormente, em 1460, o imperador Lê Thánh Tông, da dinastia Lê, consolidou o neoconfucionismo como fundamento ideológico do Estado de Đại Việt.

## Cânone confucionista
O cânone confucionista, na forma em que é tradicionalmente conhecido, foi essencialmente sistematizado pelo filósofo Zhu Xi durante a dinastia Song. Zhu selecionou e organizou um conjunto de textos que se tornaria a base do ensino confucionista: os chamados Quatro Livros. Esses livros incluem o Grande Aprendizado (Daxue), a Doutrina do Meio (Zhongyong), os Analectos de Confúcio (Lunyu) e o Mêncio (Mengzi).
Durante as dinastias Ming (1368–1644) e Qing (1644–1912), esses textos, tal como interpretados por Zhu Xi, tornaram-se o núcleo do currículo oficial para os exames imperiais que regulavam o ingresso no serviço público imperial.

## Novo Confucionismo
Na década de 1920, o Novo Confucionismo, também conhecido como neoconfucionismo moderno, começou a se desenvolver ao incorporar o aprendizado ocidental, buscando modernizar a cultura chinesa a partir dos fundamentos do confucionismo tradicional. Esse movimento se concentra em quatro temas principais: a transformação moderna da cultura chinesa; o espírito humanístico da cultura chinesa; a conotação religiosa presente nessa tradição; e um modo de pensar intuitivo, que busca superar a lógica formal e rejeitar a análise baseada na exclusão. Ao manter vínculos tanto com o confucionismo tradicional quanto com o neoconfucionismo clássico, o neoconfucionismo moderno propõe uma resposta aos desafios enfrentados pela antiga cultura chinesa no processo de modernização. Além disso, busca contribuir para o desenvolvimento de uma cultura global alinhada à civilização industrial, em oposição a valores tradicionais centrados em perspectivas individuais. 